# Сечу (Вранча)
Сечу (рум. Seciu) насеље је у Румунији у округу Вранча у општини Киождени. Oпштина се налази на надморској висини од 381 m.

## Становништво
Према подацима из 2002. године у насељу је живело 101 становника, од којих су сви румунске националности.